# Taeniophyllum torricellense
Taeniophyllum torricellense är en orkidéart som beskrevs av Rudolf Schlechter. Taeniophyllum torricellense ingår i släktet Taeniophyllum och familjen orkidéer. Inga underarter finns listade i Catalogue of Life.